# ディゴワン
ディゴワン （Digoin）は、フランス、ブルゴーニュ＝フランシュ＝コンテ地域圏、ソーヌ＝エ＝ロワール県のコミューン。

## 概要
ディゴワンは、ロワール川右岸、アルー川とブルバンス川が合流する標高233m地点にある。
近くのガロ＝ロマン時代の遺跡、メロヴィング朝時代の遺跡から燧石の断片が見つかっている。ローマ時代のラテン語名は、デネゴンティウム（Denegontium）またはディゴニウム（Digonium）といった。中世には、ロワール川の水運を利用してマコン産やシャロン産のワインが運ばれてくる、川港となっていた。18世紀以降サントル運河が完成し、川港としての役割は衰えていくものの、スイス＝大西洋間のルート途上にある町として依然重要であった。
19世紀に入って経済活動が多様化し、折しもプロイセンとの戦禍に巻き込まれたサルグミーヌの窯元がディゴワンへ疎開してきたことから、陶器、半磁器が作られ始めた。
| 年   | 人口   |
| ---- | ------ |
| 1962 | 9,277  |
| 1968 | 10,050 |
| 1975 | 11,093 |
| 1982 | 11,008 |
| 1990 | 10,032 |
| 1999 | 8,947  |

## 姉妹都市
- ゲロルシュタイン、ドイツ